# Georges Wildenstein
Georges Wildenstein (n. 16 martie 1892, Paris, Franța – d. 11 iunie 1963, Paris, Franța) a fost un dealer, colecționar și istoric al artei francez.